# 馬國女神
馬國女神（日语：マルターズディオサ），是日本純種競賽馬匹。生涯活躍於一哩至中距離賽事，曾勝出鬱金香賞及紫苑錦標。

## 出賽前
2017年2月7日出生於北海道日高町天羽禮治牧場，所有權歸於母系的馬主藤田在子旗下。
其後交由美浦訓練中心練馬師手塚貴久訓練。

## 競賽生涯

### 2歲
2019年8月3日出戰新潟競馬場2歲新馬戰，選擇領放戰術下於直路跑出不俗的速度，但仍然被Woman's Heart超越，最終以第二完賽。
其後出戰2歲未勝利戰，本次比賽因為漏閘需要於後方位置追走，但於進入直路後迅速由內欄位置突破，衝出之下以1/2馬位優勢戰勝對手取得首勝。
9月29日出戰番紅花賞，比賽初段採用留後戰術下於同過彎道後逐步發力，在對面直路逐步進佔先頭的位置。進入直路後，其繼續於中檔位置維持衝刺狀態不斷加速，最終成功取得連勝。
12月8日出戰阪神兩歲牝馬錦標，賽前取得第六人氣的支持。比賽開始後，其迅速搶佔位置於前方跟隨拉丁城市及樂桃源推進，於比賽中段亦繼續維持此節奏。進入直路後，其嘗試於內欄位置展開加速並逐步突破，雖然得以超越力弱的樂桃源，但未能迫近前方勢頭凌厲的拉丁城市下以第二完賽。

### 3歲
2020年首戰選擇為鬱金香賞，比賽初段復刻阪神牝馬錦標時的戰術，維持於第二的位置跟隨領放馬拉丁城市前進。進入直路後，其順利於所在位置展開衝刺，最最後200米成功超越對手取得領先，及後繼續保持優勢下成功抵擋衝出的金鞭，以鼻位險勝取得首個分級賽冠軍。
然而其後出戰正賽櫻花賞受到軟地影響未能於直路維持速度以僅跑獲第八，於優駿牝馬（日本橡樹大賽）中更因為距離過長而以第十大敗。
進入秋季後，其以紫苑錦標作為起動戰，賽前取得第五人氣。比賽開始後，最內檔起步的Shonan Hallelujah進佔領放位置，以處於較外檔位出發的馬國女神則迅速跟進，順利貼欄之下保持於第二穩定追走。進入直路後，其瞬間加速並拋離力弱的領放馬取得領先，於中段亦能繼續維持速度衝刺，最終成功阻止外檔敏智女神及內欄Season's Gift的夾擊，以1 1/4馬位優勢率先衝線取得第二個分級賽冠軍。
10月18日出戰主要目標秋華賞，再度採用新馬戰時候的領放戰術，然而於通過第四彎道時逐漸力盡，最終大幅失速下僅跑獲第七。
年末縮程出戰阪神盃，為其首次對年長馬匹。比賽開始後，其進佔先頭約莫第三的位置展開推進，於通過彎道的時逐步發力。進入直路後，其於有利位置繼續加速，可惜未能壓制野田幻想之下進一步被對手超越並甩開，最終以1 3/4馬位差距取得第二。

### 4歲
2021年上半年以短途一哩戰線作為目標，但未有精彩的表現，於高松宮紀念以第八落敗，5月參戰維多利亞一哩賽亦僅獲第九。
進入秋季後，其雖然於京成盃秋季讓賽中再度跑獲第八的戰績，但於府中牝馬錦標中一直保持於中後方位置等待時機，最終於直路稍為加速一小段路程下以冷門身份跑獲一席第三。
年末出戰綠松石錦標，雖然賽前為第二人氣，但於比賽途中完全未能由所在位置衝出，最終以第八落敗。

### 5歲
2022年，其於年初的東京新聞盃以第十五大敗後，出戰中山紀念亦未能順利調整，最終跑獲第十二的慘烈戰績。
而於中山紀念後，陣營決定安排其退役，並於3月2日取消日本中央競馬會的賽駒註冊。

### 詳細賽績
| 日期       | 舉辦國家 | 馬場 | 距離   | 級別 | 賽事名稱         | 負重 | 騎師     | 馬號 | 出馬 | 名次 | 時間   | 頭馬（二馬）        |
| ---------- | -------- | ---- | ------ | ---- | ---------------- | ---- | -------- | ---- | ---- | ---- | ------ | ------------------- |
| 3/8/2019   | 日本     | 新潟 | 草1600 |      | 2歲新馬          | 54   | 田邊裕信 | 4    | 16   | 2    | 1:36.8 | Woman's Heart       |
| 31/8/2019  | 日本     | 新潟 | 草1600 |      | 2歲未勝利        | 54   | 田邊裕信 | 12   | 18   | 1    | 1:34.3 | （Meiner Cisneros） |
| 29/9/2019  | 日本     | 中山 | 草1600 |      | 番紅花賞         | 54   | 武豐     | 9    | 9    | 1    | 1:34.3 | （魔法城堡）        |
| 8/12/2019  | 日本     | 阪神 | 草1600 | GI   | 阪神兩歲牝馬錦標 | 54   | 田邊裕信 | 9    | 16   | 2    | 1:33.5 | 拉丁城市            |
| 7/3/2020   | 日本     | 阪神 | 草1600 | GII  | 鬱金香賞         | 54   | 田邊裕信 | 13   | 14   | 1    | 1:33.3 | （金鞭）            |
| 12/4/2020  | 日本     | 阪神 | 草1600 | GI   | 櫻花賞           | 55   | 田邊裕信 | 5    | 18   | 8    | 1:37.2 | 謀勇兼備            |
| 24/5/2020  | 日本     | 東京 | 草2400 | GI   | 優駿牝馬         | 55   | 田邊裕信 | 17   | 18   | 10   | 2:25.1 | 謀勇兼備            |
| 12/9/2020  | 日本     | 中山 | 草2000 | GIII | 紫苑錦標         | 54   | 田邊裕信 | 10   | 18   | 1    | 2:02.1 | （敏智女神）        |
| 18/10/2020 | 日本     | 京都 | 草2000 | GI   | 秋華賞           | 55   | 田邊裕信 | 3    | 18   | 7    | 2:01.6 | 謀勇兼備            |
| 26/12/2020 | 日本     | 阪神 | 草1400 | GII  | 阪神盃           | 54   | 田邊裕信 | 16   | 16   | 2    | 1:20.0 | 野田幻想            |
| 28/3/2021  | 日本     | 中京 | 草1200 | GI   | 高松宮紀念       | 55   | 田邊裕信 | 15   | 18   | 8    | 1:09.6 | 野田重擊            |
| 16/5/2021  | 日本     | 東京 | 草1600 | GI   | 維多利亞一哩賽   | 55   | 田邊裕信 | 7    | 18   | 9    | 1:32.2 | 放聲歡呼            |
| 12/9/2021  | 日本     | 中山 | 草1600 | GIII | 京成盃秋季讓賽   | 55   | 田邊裕信 | 7    | 16   | 8    | 1:32.4 | 哥德教堂            |
| 16/10/2021 | 日本     | 東京 | 草1800 | GII  | 府中牝馬錦標     | 54   | 田邊裕信 | 14   | 18   | 3    | 1:45.8 | 影子歌姬            |
| 18/12/2021 | 日本     | 中山 | 草1600 | GIII | 綠松石錦標       | 56   | 田邊裕信 | 14   | 16   | 8    | 1:33.4 | 紐約小姐            |
| 6/2/2022   | 日本     | 東京 | 草1600 | GIII | 東京新聞盃       | 56   | 松岡正海 | 4    | 15   | 15   | 1:35.3 | 幻蹤黑豹            |
| 27/2/2022  | 日本     | 中山 | 草1800 | GII  | 中山紀念         | 54   | 戶崎圭太 | 8    | 16   | 12   | 1:48.3 | 本初之海            |

## 退役後
退役後，馬國女神成為了繁殖雌馬馬，於北海道日高町天羽禮治牧場牧場休養，在2022年進行配種。首匹子嗣於2023年出生，可於2025年出賽。

### 詳細繁殖資料
| 數目   | 馬名         | 出生年 | 性別 | 父系             | 練馬師 | 馬主 | 戰績     |
| ------ | ------------ | ------ | ---- | ---------------- | ------ | ---- | -------- |
| 第一匹 | 馬國女神2023 | 2023   | 雄   | 澤芳             |        |      | (出賽前) |
| 第二匹 | 馬國女神2024 | 2024   | 雄   | Bricks and Motor |        |      | (出賽前) |
|        | （未配種）   |        |      |                  |        |      |          |

## 血統簡介
父系高情厚意爲日本賽駒，生涯戰績優秀，曾勝出一級賽東京優駿（日本打吡），亦贏得法國二級賽尼爾錦標。父系大震撼爲日本賽駒，爲日本賽馬史上第二匹無敗三冠馬，生涯出戰十四場賽事僅得兩場未能勝出，退役後配種成績亦極爲優秀。
母系Top of Dora為美國生產的日本賽駒，生涯僅勝出條件戰級別的賽事。外祖父Grand Slam爲美國賽駒，生涯戰績優秀，曾勝出一級賽美國未來錦標及香檳錦標。

### 血統表
| 父線：週日寧靜系（Halo系）                 |                                 |                  |                  |
| 種馬 高情厚意 2010年（棕色）               | 大震撼 2002年（棗色）           | 週日寧靜         | Halo             |
| 種馬 高情厚意 2010年（棕色）               | 大震撼 2002年（棗色）           | 週日寧靜         | Wishing Well     |
| 種馬 高情厚意 2010年（棕色）               | 大震撼 2002年（棗色）           | 風中秀髮         | Alzao            |
| 種馬 高情厚意 2010年（棕色）               | 大震撼 2002年（棗色）           | 風中秀髮         | Burghclere       |
| 種馬 高情厚意 2010年（棕色）               | Catequil 1990年（棗色）         | 雷貓             | 雷鳥             |
| 種馬 高情厚意 2010年（棕色）               | Catequil 1990年（棗色）         | 雷貓             | Terlingua        |
| 種馬 高情厚意 2010年（棕色）               | Catequil 1990年（棗色）         | Pacific Princess | Damascus         |
| 種馬 高情厚意 2010年（棕色）               | Catequil 1990年（棗色）         | Pacific Princess | Fiji             |
| 繁殖雌馬 Top of Dora 2004年（棗色）        | Grand Slam 1995年（深棗色）     | Gone West        | 淘金者           |
| 繁殖雌馬 Top of Dora 2004年（棗色）        | Grand Slam 1995年（深棗色）     | Gone West        | Secrettame       |
| 繁殖雌馬 Top of Dora 2004年（棗色）        | Grand Slam 1995年（深棗色）     | Bright Candles   | El Gra Bonus     |
| 繁殖雌馬 Top of Dora 2004年（棗色）        | Grand Slam 1995年（深棗色）     | Bright Candles   | Christmas Bonus  |
| 繁殖雌馬 Top of Dora 2004年（棗色）        | Maltese Dianne 2000年（深棗色） | 旋轉世界         | 雷利耶夫         |
| 繁殖雌馬 Top of Dora 2004年（棗色）        | Maltese Dianne 2000年（深棗色） | 旋轉世界         | Imperfect Circle |
| 繁殖雌馬 Top of Dora 2004年（棗色）        | Maltese Dianne 2000年（深棗色） | Lavish Gift      | Generous         |
| 繁殖雌馬 Top of Dora 2004年（棗色）        | Maltese Dianne 2000年（深棗色） | Lavish Gift      | Liaison          |
| 雌系：Miss Carmie系（號族：23-b）          |                                 |                  |                  |
| 五代內近親交配：北地舞人 5×5×5、秘書處 5×5 |                                 |                  |                  |

## 命名由來
名字中，Maltese（マルターズ）是馬主藤田在子的冠名，出自其鍾愛的馬爾濟斯犬之名字，香港則取和其有關的國家馬爾他作為聯想，翻譯為「馬國」，Diosa（ディオサ）則於西班牙語中，為「女神」之意思。

## 外部連結
- 馬國女神 netkeiba.com （页面存档备份，存于）
- 血統表 （页面存档备份，存于）